# Академічна бібліотека Талліннського університету

Академічна бібліотека Талліннського університету (ест. Tallinna Ülikooli Akadeemiline Raamatukogu, TLÜ AR) — наукова бібліотека, заснована 1946 року, яка з 2003 року взяла на себе функцію університетської бібліотеки Талліннського університету. З 1997 до 2005 року вона називалася «Естонська академічна бібліотека» (ест. Eesti Akadeemiline Raamatukogu, EAR). Третя за величиною наукова бібліотека країни після Національної бібліотеки Естонії та Бібліотеки Тартуського університету.

## Історія
У квітні 1946 року було засновано Центральну бібліотеку Академії наук Естонської РСР, основою фондів якої стали книжки розформованої 1940 року бібліотеки Естонського літературного товариства, що в свою чергу перейняла фонди Естонської загальної публічної бібліотеки, заснованої 1825 року та бібліотеки Церкви святого Олафа, заснованої 1552 року.
1966 року бібліотека переїхала в сьогоднішнє приміщення, що є пам'яткою архітектури радянського повоєнного будівництва.
З відновленням незалежності в 1991 році бібліотека увійшла до складу Естонської академії наук, а згодом — до повторно заснованого Талліннського університету.

## Структура і фонди

### Загальні фонди
Бібліотека одержує обов'язковий примірник усіх видань Естонії. Близько 70% фондів становлять книги іноземними мовами.
Окрім центральної бібліотеки є шість тематичних бібліотек, що розташовані разом з відповідними факультетами (інститутами) університету. Окрім того є ще дві філії: одна в Хаапсалу, друга — в Раквере.
Тематичні бібліотеки:
- Спортивна бібліотека
- Бібліотека Інституту мистецтв
- Бібліотека Балтійської кіношколи
- Бібліотека Естонського гуманітарного інститут
- Бібліотека Інституту історії
- Бібліотека Юридичної академії

### Спеціальні колекції
До спеціальних колекцій належать зібрання про балтійський регіон Baltica, колекція рідкісних видань та центр естонської літератури. Колекція рідкісних видань нараховує 350 000 томів, з них 56 інкунабул.